# 筑波颪
筑波颪（つくばおろし）は、茨城県南部から千葉県北部にかけての地域で冬期に吹く北西風。ただし、名称に「颪」を含むものの、おろし風ではない。
日本列島付近が西高東低の冬型の気圧配置になった場合、日本海から列島に向かって北西の湿った季節風が吹き込む。これが山脈に雪を降らせ太平洋側に吹き降りるが、乾燥した冷たい北西風となって関東地方に強風をもたらす。茨城県南部から千葉県北部にかけての一帯においては筑波山を見通すことができることから、この風を「筑波おろし」と呼ぶ。実際に筑波山を吹き下りてくる風が直接当たる範囲とは関係なく呼ばれている。